# 매리너 계획

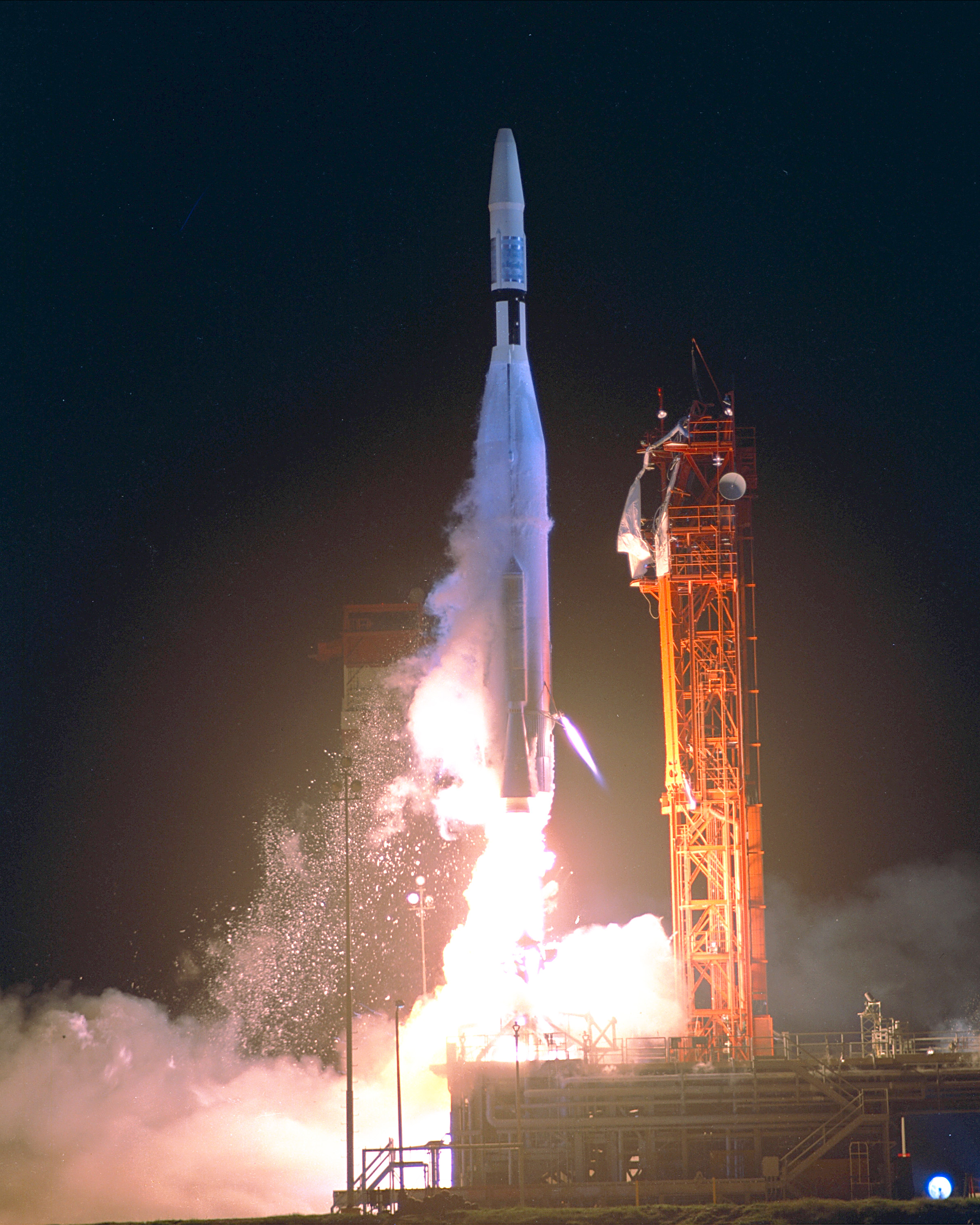
매리너 1호 발사 모습 (1962년 7월)

매리너 계획(Mariner program)은 지구와 가까운 내행성의 연구 목적을 위해 우주 탐사선을 보낸 미국 항공 우주국 (NASA)의 제트추진연구소 (JPL) 임무이다. 1962년에서 1973년 사이에 10개의 탐사선이 화성, 금성, 수성에 발사되었다. 본 계획의 연구, 개발, 발사 등에 들어간 총 비용은 5억 5,400만 달러로 알려져 있다.
이 야심찬 우주 탐사를 위해 처음으로 시도된 것들이 많은데 한 예로, 스윙바이(중력 어시스턴트)를 이용하여 최초로 지구 이외의 다른 행성 궤도에 오른 것이다. 또한, 매리너 탐사선은 처음으로 사진을 찍어와 과학적 발전에 방대한 자료를 (화성의 많은 지역과 수성의 45%를 지도화 하고, 화성 및 금성의 대기 구성과 자기장 측정) 제공하였다. 화성과 금성의 모습이 지구와 비슷할 것이라고 여겨지고 있던 당시에 매리너 탐사선의 사진은 행성 연구에 큰 변화를 가져왔다. 우주 경쟁(스페이스 레이스) 관점에선, 이 계획의 성공은 미국의 우주 항공학이 경쟁자 소련보다 앞서고 있음을 입증하였다.
시대상황을 비추어 볼때, 10번의 발사에서 7번의 성공은 놀라운 기록이다. 나머지 3개의 발사체는 기술적 사고로 이륙 직후 유실되었다. 매리너 탐사선들은 모두 육각형 모양의 중심부를 기반으로 공통적인 구조를 가지고 있지만 설치된 과학 장비에 따라 202kg에서 559kg까지 무게는 다양하다. 
매리너 계획은 우주 탐사선 계획의 출발점으로, 매리너 목성-토성 탐사선은 보이저 계획에 적용되었고, 바이킹 탐사선은 매리너 9호의 확장 버전이다. 더 나아가, 매리너에 기반을 둔 우주선은 갈릴레오, 마젤란을 포함하며, 2세대 매리너 마크 시리즈는 카시니-하위헌스 탐사선으로 발전되었다. 

## 계획 초기
매리너 계획은 1960년에 소규모로 가까운 행성의 꾸준한 탐사를 위한 제트추진연구소 (JPL)의 임무 연구로 시작되었다. 연구소는 이 계획을 곧 출시될 아틀라스 발사체와 JPL의 딥 스페이스 인스트루먼트 퍼실리티 (Deep Space Instrumentation Facility) (후에 다른 이름으로 명명 - 딥 스페이스 네트워크 Deep Space Network)의 개발을 시험할 기회로 보았다.
이 계획의 이름은 1960년 5월, 달과 행성 프로그램의 부국장인 에드거 코르라이트 (Edgar M. Cortright)의 제안으로 탐사선에 붙여졌다. 육지 탐사 활동의 의미가 부여되어 지어진 달 탐사선 및 관련 우주 탐사선들은 “개척자”로 불리고 있었는데, 비슷한 맥락이지만 “멀고 먼 땅을 여행”하는 느낌을 주는 행성 탐사선의 이름은 항해 탐험 용어에서 따왔다. 우주 환경을 조사하기 위해 먼 곳으로 떠나야 하는 고립된 임무를 맡은 그 누구든 주어진 임무의 일부가 되어야 하는 무거운 사명이 깃들여진 탐사선 작명 기초 개념이 1960년에 결정되었다. 이에 따라 매리너(직역: 선원)외의 레인저, 서베이어, 바이킹 탐사선의 이름이 지어졌다.
각 우주선은 태양을 향한 태양 전지판과 지구를 향한 접시 안테나를 싣고 있었다. 이 외에 다양한 과학 도구가 실렸는데 예를 들면 연구 대상 물체를 가리키는 카메라나 자기장 및 전하 입자 현상을 관찰하는 기구였다.

## 매리너 탐사선

### 매리너 1호
- 발사 날짜: 1962년 7월 22일
- 임무: 금성 비행
- 센서 유형: 마이크로파 및 적외선 방출, 우주 먼지, 태양 플라즈마 및 고에너지 방사선, 자기장
- 임무 상태: 실패
- 탐사선 상태: 발사 직후 파괴됨

금성 상공을 비행할 예정이었던 매리너 1호는 1962년 7월 22일에 발사되었다. 그러나 아틀라스-아게나 B (Atlas-Agena B) 발사체의 기술적 문제로 탐사선이 발사된지 5분도 지나지 않아 공군 사거리 안전 담당자 (Air Force Range Safety Officer, RSO)에 의해 파괴되었다. 

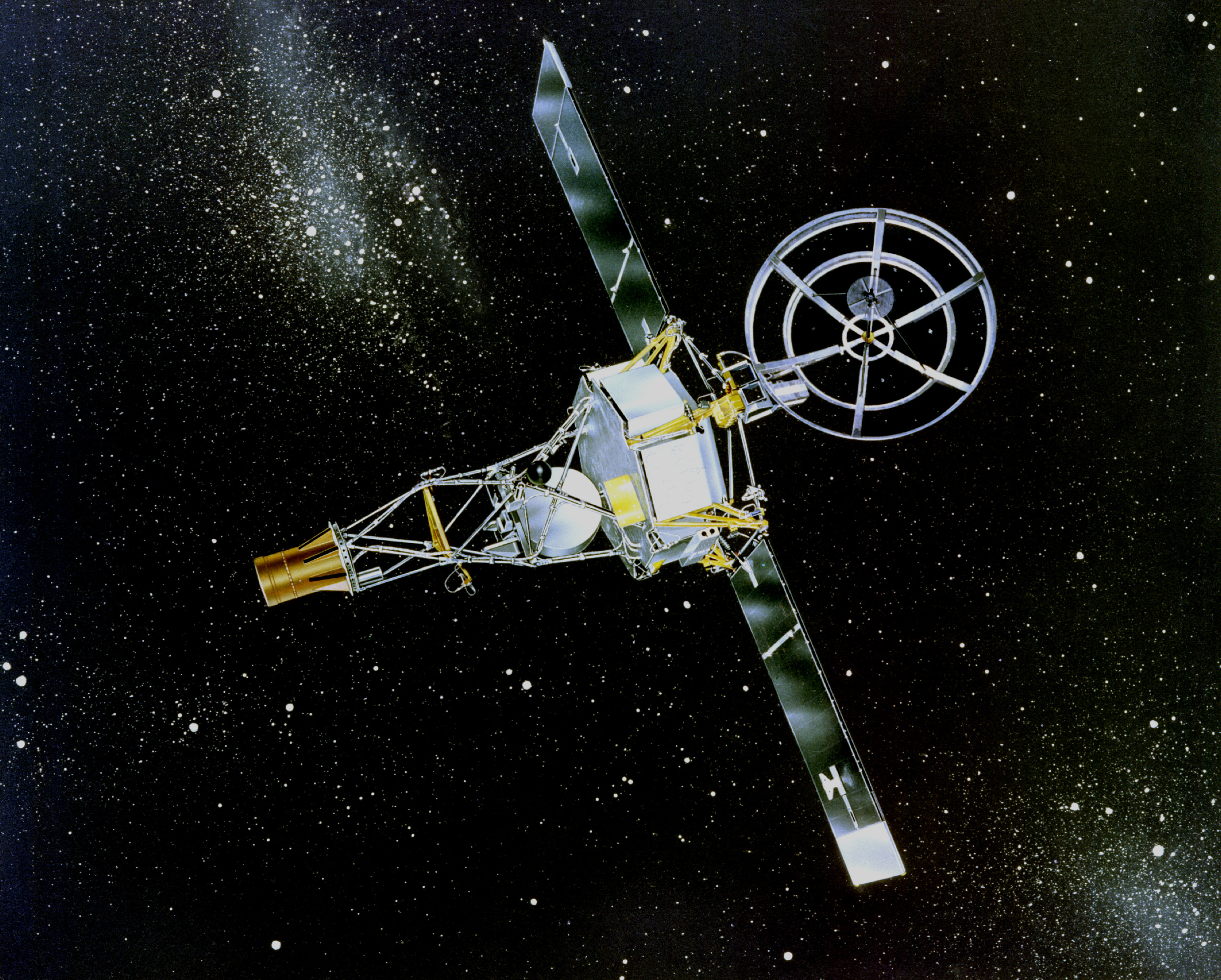
매리너 2호

### 매리너 2호
- 발사 날짜: 1962년 8월 27일
- 임무: 금성 비행
- 센서 유형: 마이크로파 및 적외선 방출, 우주 먼지, 태양 플라즈마 및 고에너지, 자기장
- 임무 상태: 성공
- 탐사선 상태: 태양 중심 궤도에 있음

매리너 2호는 매리너 1호의 복제판이며, 프로그래밍의 결함은 빠르게 수정되어 1962년 8월 27일 성공적으로 발사되었다. 3개월 반의 비행 끝에 지구가 아닌 행성을 비행하는 최초의 탐사선이 되었다. 금성으로 향하는 여정 중 처음으로 태양풍을 측정한 결과, 태양 표면에 하전 입자들의 지속적인 흐름이 관찰되었다. 행성간 먼지 또한 측정했는데 이것은 예상했던 것 보다 더 희박한 것으로 밝혀졌다. 또한 태양계 밖에서 오는 우주 방사선 (또는 우주선)과 태양 폭발과 같은 태양의 고 에너지 하전 입자를 감지했다.
1962년 12월 14일 매리너 2호는 적외선 및 마이크로파 방사계로 행성을 관측하여 금성이 차가운 구름과 극도로 뜨거운 표면을 가지고 있음을 밝혀냈다. 

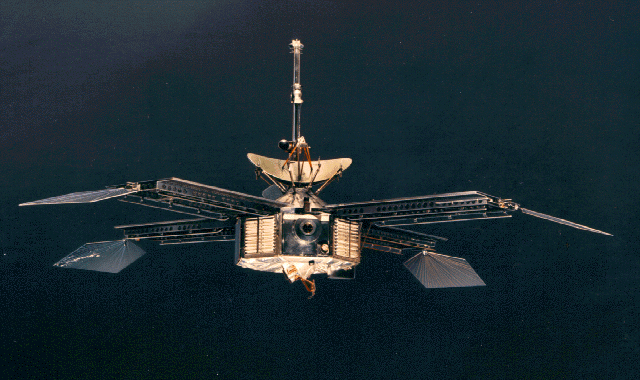
자매선인 매리너 3호와 4호

### 매리너 3호
- 발사 날짜: 1964년 11월 5일
- 임무: 화성 비행
- 센서 유형: 디지털 기록기가 있는 카메라 (20개 이미지 저장), 마이크로파 및 적외선 방출, 우주 먼지, 태양 플라즈마, 자기장, 전파엄폐 및 천체역학.
- 임무 상태: 실패
- 탐사선 상태: 태양 중심 궤도에 있음

매리너 3호 발사시 설계결함으로 인해 탐사선 상단의 보호막이 분리되지 못했다. 때문에 태양 전지판이 펼쳐지지 못하는 이유로 본 우주선은 누전기의 배터리가 소진될때까지 비행하게 된다. 매리너 3호는 목적지였던 화성에 도착하지 못한채 태양 중심 궤도에 덮개가 덮여진 채로 날고 있다.

### 매리너 4호
- 발사 날짜: 1964년 11월 28일
- 임무: 화성 비행
- 센서 유형: 디지털 기록기가 있는 카메라 (20개 이미지 저장), 마이크로파 및 적외선 방출, 우주 먼지, 태양 플라즈마, 방사선, 자기장, 전파엄폐 및 천체역학.
- 임무 상태: 성공 (최초 화성 비행 성공)
- 탐사선 상태: 태양 중심 궤도서 유성진의 폭격 후 무선 접촉이 손실됨.

자매호인 매리너 3호를 잃은 후, 페어링의 결함이 수정되어 단 3주 만인 1964년 11월 28일 매리너 4호는 성공적으로 발사된다. 
1965년 7월 14일과 15일 우주선은 계획대로 화성 상공을 비행했고, 역사적인 화성의 최초 사진 22장을 찍었다. 이 사진들은 약한 대기, 수역의 부재 그리고 무엇보다 지구보다 달에 더 가까운 모습을 가진 화성을 보여주며 당시 존재하던 상당수의 이론에 종지부를 찍었다. 25분간의 비행이 끝난 후, 매리너 4호는 3년 동안 주변환경에 대한 과학적 정보를 보내왔는데 이는 예상 생존 기간인 8개월을 훨씬 뛰어넘는 것이었다. 
1967년 12월 21일 매리너 4호는 유성진의 폭격으로 임무를 종료했다. 

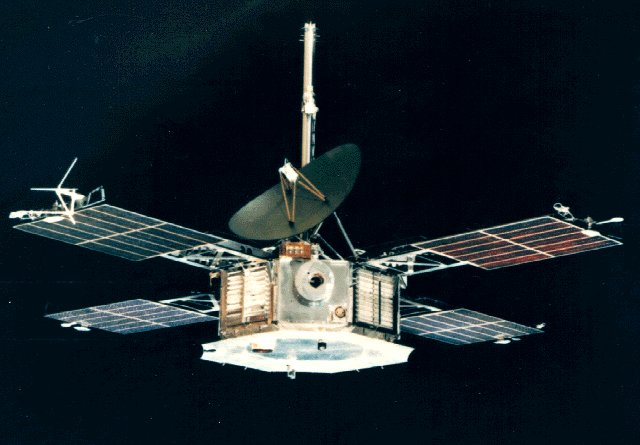
매리너 5호

### 매리너 5호
- 발사 날짜: 1967년 6월 14일
- 임무: 금성 비행
- 센서 유형: 자외선 광도계, 우주 먼지, 태양 플라즈마, 방사선, 자기장, 전파엄폐 및 천체역학.
- 임무 상태: 성공
- 탐사선 상태: 태양 중심 궤도에 있음.

매리너 5호는 원래 매리너 4호의 복제판이었다. 하지만 매리너 4호가 대성공을 거둔 후 매리너 5호는 금성 연구를 위한 추가 탐사선으로 결정되었다. 새로운 환경에 적응하기 위한 약간의 수정을 거쳐 1967년 6월 14일 본 탐사선은 성공적으로 발사되어 4개월 후 목적지에 도착했다.
계획대로 금성 상공을 비행하며 전 탐사선인 매리너 2호보다 훨씬 더 정확한 정보를 수집하였다. 

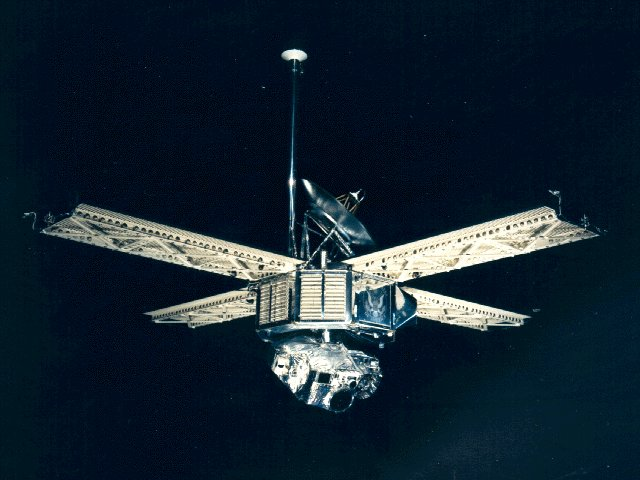
매리너 6호와 7호

### 매리너 6호
- 발사 날짜: 1969년 2월 24일
- 임무: 화성 비행
- 센서 유형: 디지털 기록기가 있는 광각 및 중각 카메라, 적외선 분광계, 복사계, 자외선 분광계, 전파엄폐 및 천체역학.
- 임무 상태: 성공
- 탐사선 상태: 태양 중심 궤도에 있음.

매리너 6호는 사실상 화성 비행이란 임무와 함께 동행 쌍둥이 매리너 7호와의 공동 작업까지 이중 임무를 수행했다. 공동 작업은 먼저 발사된 탐사선의 조사 결과를 활용하여 몇 주 후에 두번째 탐사선을 가이드 하는 형식이었다. 
1969년 2월 24일에 발사된 이 탐사선은 화성 상공에서 75장의 사진을 성공적으로 찍었다. 

### 매리너 7호
- 발사 날짜: 1969년 3월 27일

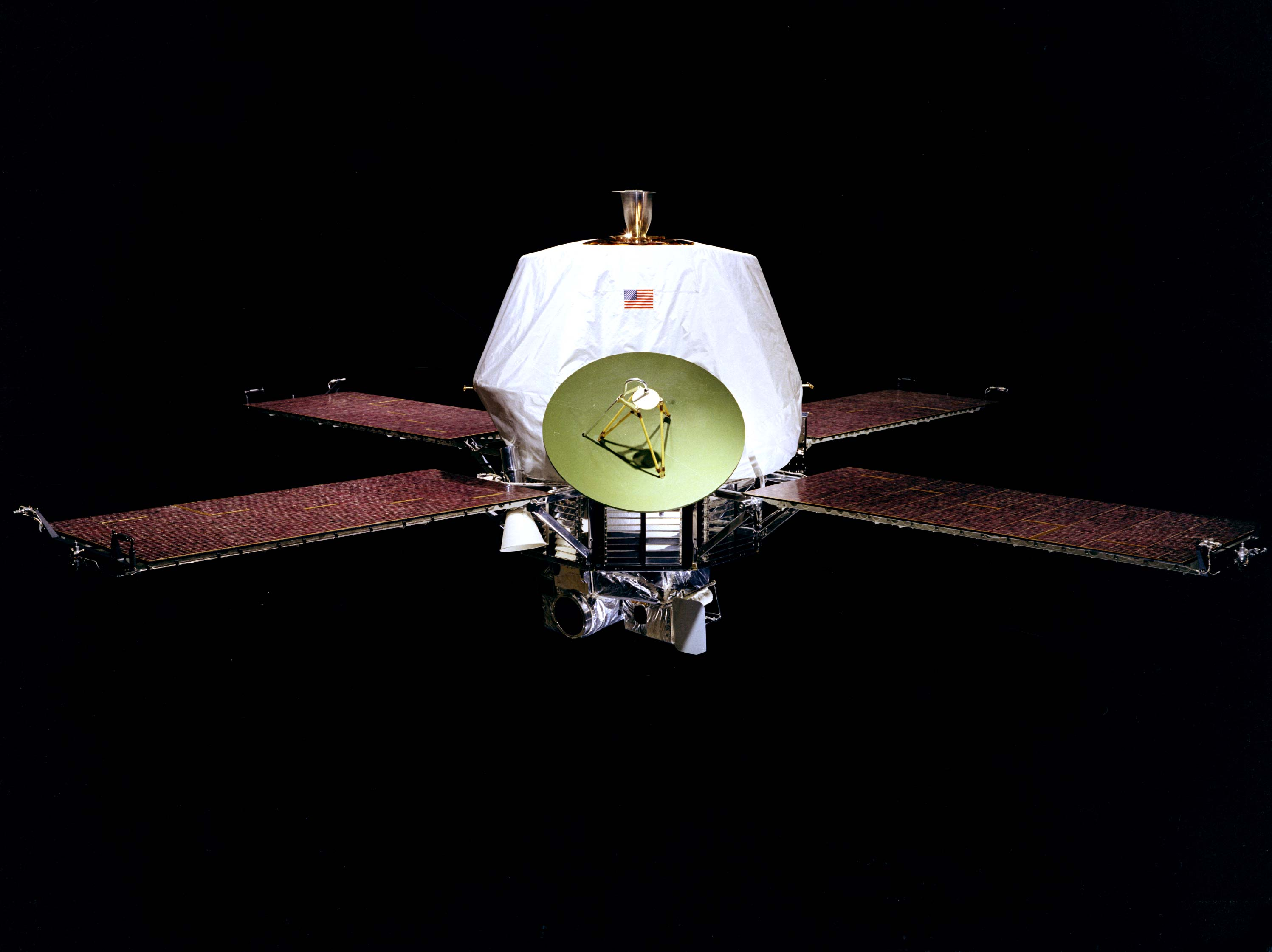
매리너 8호와 9호

- 임무: 화성 비행
- 센서 유형: 디지털 기록기가 있는 광각 및 중각 카메라, 적외선 분광계, 복사계, 자외선 분광계, 전파엄폐 및 천체역학.
- 임무 상태: 성공
- 탐사선 상태: 태양 중심 궤도에 있음.

1969년 3월 27일에 발사된 매리너 7호는 임무 파트너인 매리너 6호와 동일한 목표를 가지고 밀접하게 뒤따랐다. 이 둘은 화성의 적도와 남반구 위를 비행하며 수백장의 사진을 기록하며 원격 센서로 대기와 표면을 분석했다. 우연하게도, 두 탐사선 모두 나중에 발견된 거대한 북쪽 화산과 적도 대협곡을 놓쳤다. 이들의 사진으로 지구에서는 어둡게 보이던 화성의 표면들의 특징들을 알게되었고 운하는 발견되지 않았다.

### 매리너 8호
- 발사 날짜: 1971년 5월 9일
- 임무: 화성 궤도 진입
- 센서 유형: 디지털 기록기가 있는 광각 및 중각 카메라, 적외선 분광계, 복사계, 자외선 분광계, 전파엄폐 및 천체역학.
- 임무 상태: 발사체 결함
- 탐사선 상태: 발사 중 파괴됨.

바로 전의 성공적인 화성임무를 기반으로, 다시 한번 매리너 8이 첫째 탐사선이고 매리너 9가 밀접하게 추적하는 구도로 계획이 짜여졌다. 아쉽게도 이륙한지 282초 후, 아틀라스-센타우로스 (Atlas-Centaur) 발사기의 두번째 단계는 궤적에서 벗어나 다시 대기권으로 (대서양으로) 떨어졌다.

### 매리너 9호
- 발사 날짜: 1971년 5월 30일
- 임무: 화성 궤도 진입
- 센서 유형: 디지털 기록기가 있는 광각 및 중각 카메라, 적외선 분광계, 복사계, 자외선 분광계, 전파엄폐 및 천체역학.
- 임무 상태: 성공 (화성의 첫 인공위성)
- 탐사선 상태: 임무 완료 및 2022년 대기로 재진입할때까지 화성 궤도에 있었음.

지구 이외에의 행성 주위의 궤도에 진입하는 최초의 탐사선인 매리너 9호는 1971년 5월 30일 매리너 8호와 같은 발사체로 발사되었다. 자체적인 임무로 이전 화성 탐사선들의 연구 및 측정을 완료하고, 바이킹 1호와 2호의 착륙 지점 선정을 위해 화성을 지도화 하였다. 연료 고갈로 고도 제어가 불가능해져 화성의 대기권으로 2022년 진인할때까지 매리너 9호는 화성 궤도에 머물러 있었다.

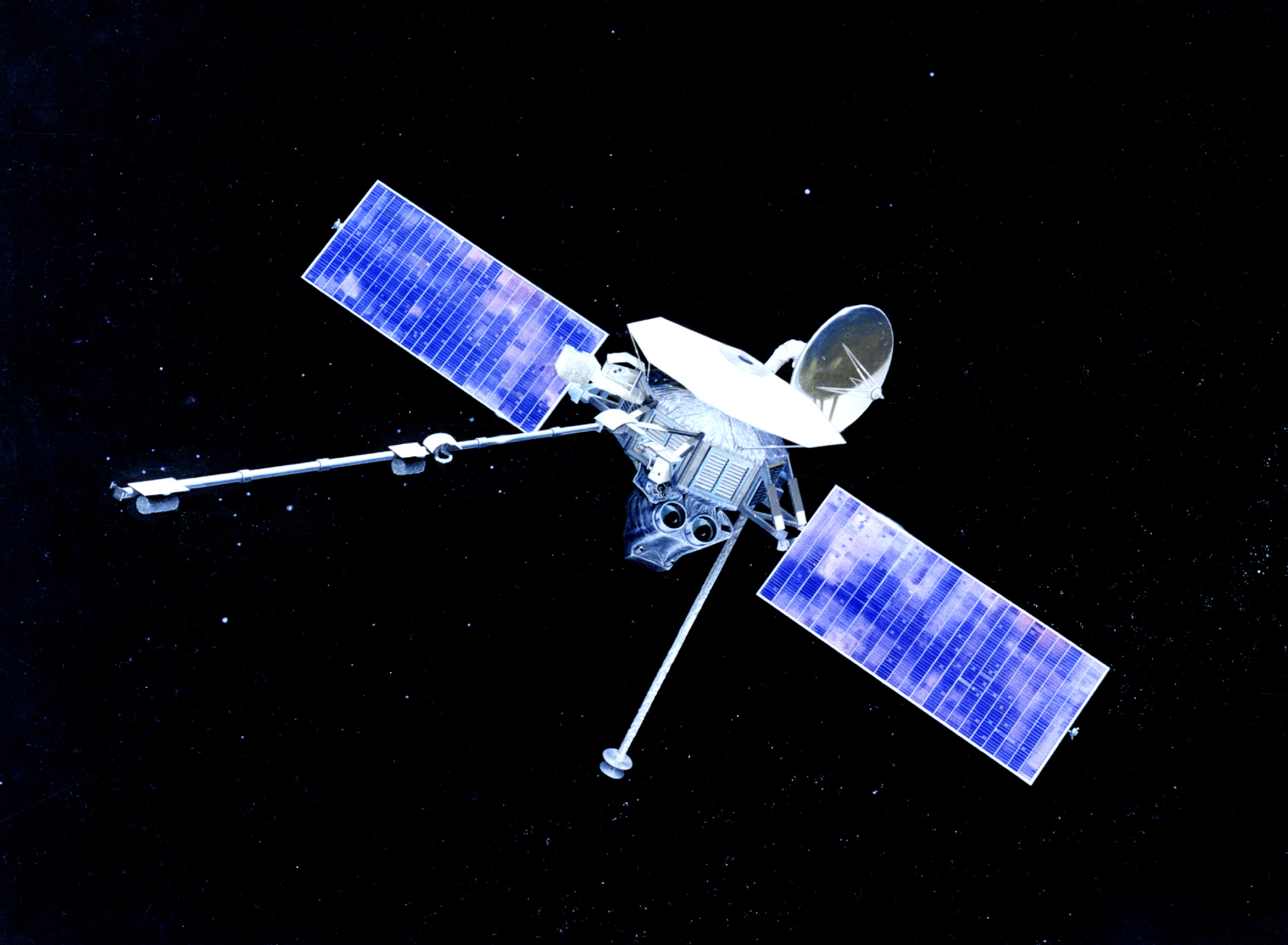
매리너 10호

### 매리너 10호
- 발사 날짜: 1973년 11월 3일
- 임무: 금성과 수성 비행
- 센서 유형: 디지털 기록기가 있는 중각 카메라, 적외선 복사계, 태양 플라즈마, 하전 입자, 자기장, 자외선 분광계, 전파엄폐 및 천체역학.
- 임무 상태: 성공
- 탐사선 상태: 태양 중심 궤도에 있음

초기 금성만을 연구하도록 설계되었지만 금성의 중력을 새총삼아 궤적을 최소한으로 조정하면 수성까지 갈 수 있다는 것이 발견되어 계획은 바뀌었다. 이는 성공적으로 실행되었고, 매리너 10호는 행성의 중력을 지원받아 궤도를 수정한 최초의 탐사선이 되었다. 태양 돛 개념 또한 결함을 보완하기 위해 처음으로 사용되었다.
매리너 10호는 금성 비행 후 수성을 향했고, 전례없는 품질의 많은 사진을 가져오고 수성의 신비를 처음으로 관측한 최초의 탐사선이 되었다.

## 같이 보기
- 화성 탐사
- 마리너 마크 II
- 파이어니어 계획